# Obchodní agent
Obchodní agent zprostředkovává obchody pro jiného výrobce zboží nebo poskytovatele služby nebo pro více takových subjektů najednou. Využívá především vlastní zkušenosti z oboru a obchodní kontakty na dřívější nebo současné obchodní partnery či zákazníky. Pracuje obvykle samostatně, bez zaměstnaneckého poměru se zastoupeným. Odměnou za zprostředkování obchodu je pak provize z prodeje. V České republice je tento obchodní model doposud méně využívaný, než je tomu např. v Německu, Rakousku nebo USA.